# Маранве
Маранве́ (фр. Maranwez) — коммуна во Франции, находится в регионе Шампань — Арденны. Департамент — Арденны. Входит в состав кантона Синьи-л’Аббеи. Округ коммуны — Шарлевиль-Мезьер.
Код INSEE коммуны — 08272.
Коммуна расположена приблизительно в 175 км к северо-востоку от Парижа, в 90 км севернее Шалон-ан-Шампани, в 28 км к западу от Шарлевиль-Мезьера.
В 1219—1250 годах деревня носила название Моринвер (фр. Morinwers).

## Население
Население коммуны на 2008 год составляло 52 человека.
| 1962 | 1968 | 1975 | 1982 | 1990 | 1999 | 2008 |
| ---- | ---- | ---- | ---- | ---- | ---- | ---- |
| 76   | 84   | 65   | 51   | 57   | 59   | 52   |

## Экономика
В 2007 году среди 40 человек в трудоспособном возрасте (15—64 лет) 21 были экономически активными, 19 — неактивными (показатель активности — 52,5 %, в 1999 году было 51,4 %). Из 21 активных работали 19 человек (12 мужчин и 7 женщин), безработными были 2 женщины. Среди 19 неактивных 5 человек были учениками или студентами, 9 — пенсионерами, 5 были неактивными по другим причинам.

## Фотогалерея

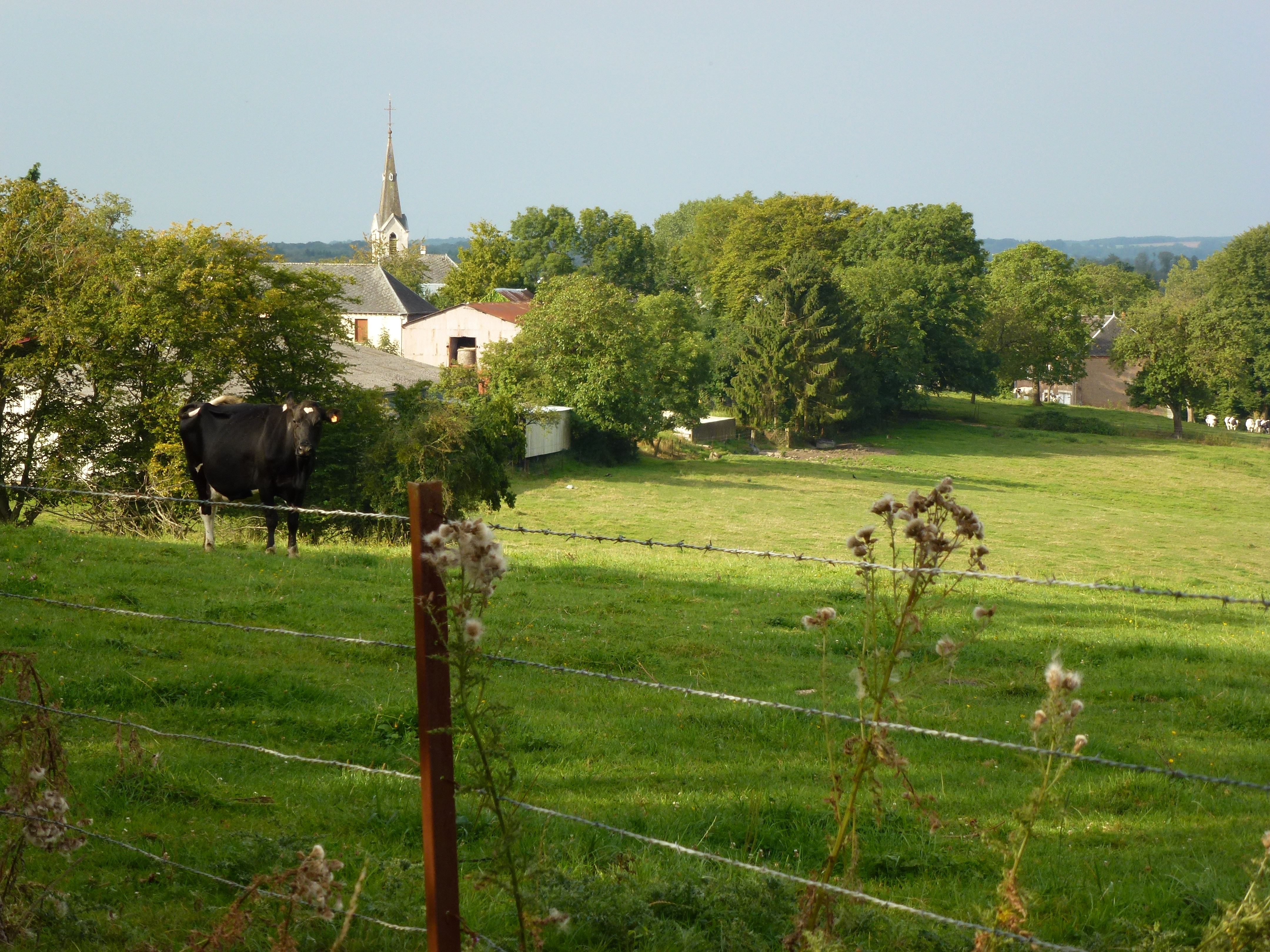
Маранве
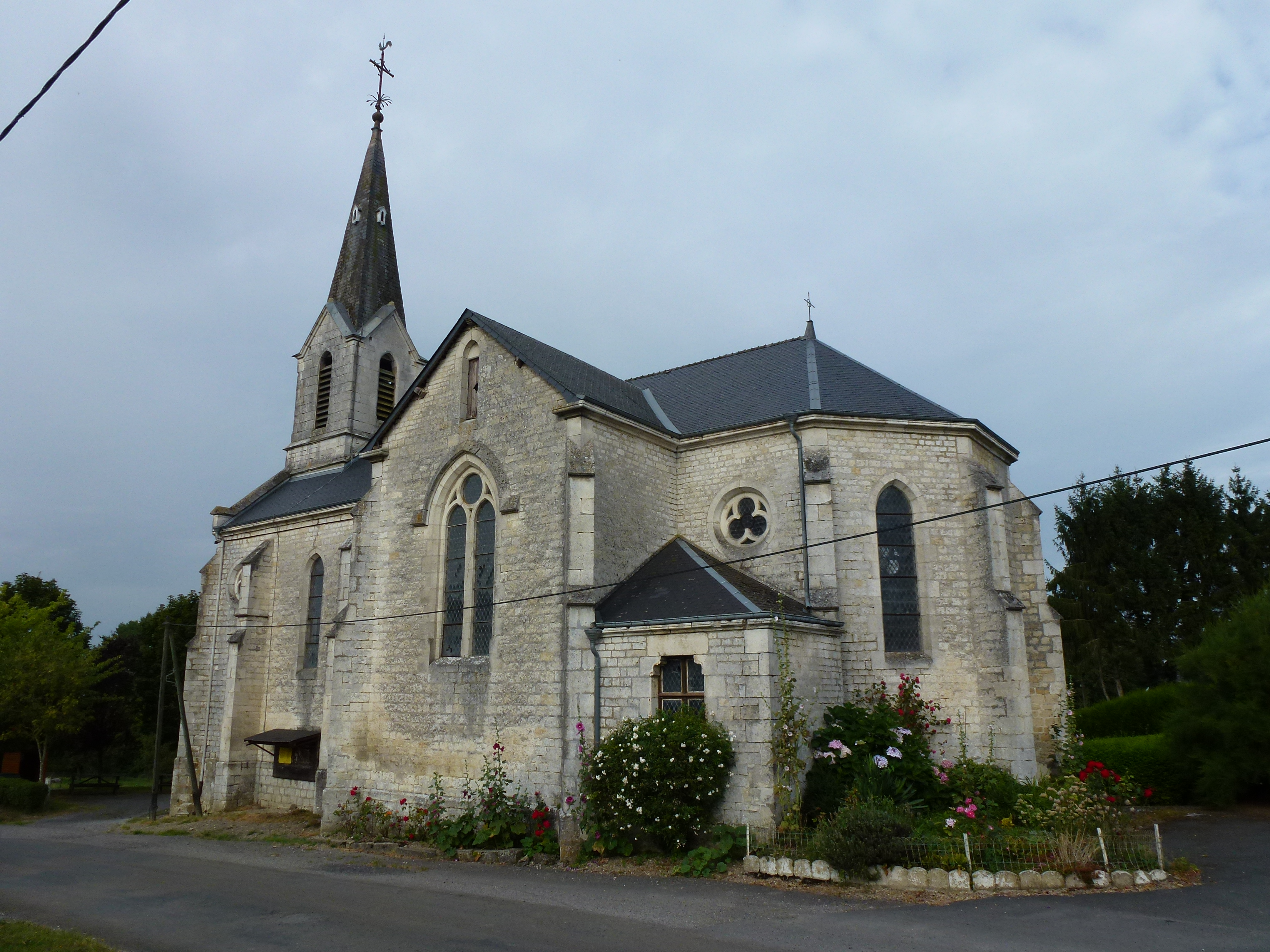
Церковь Сен-Клод
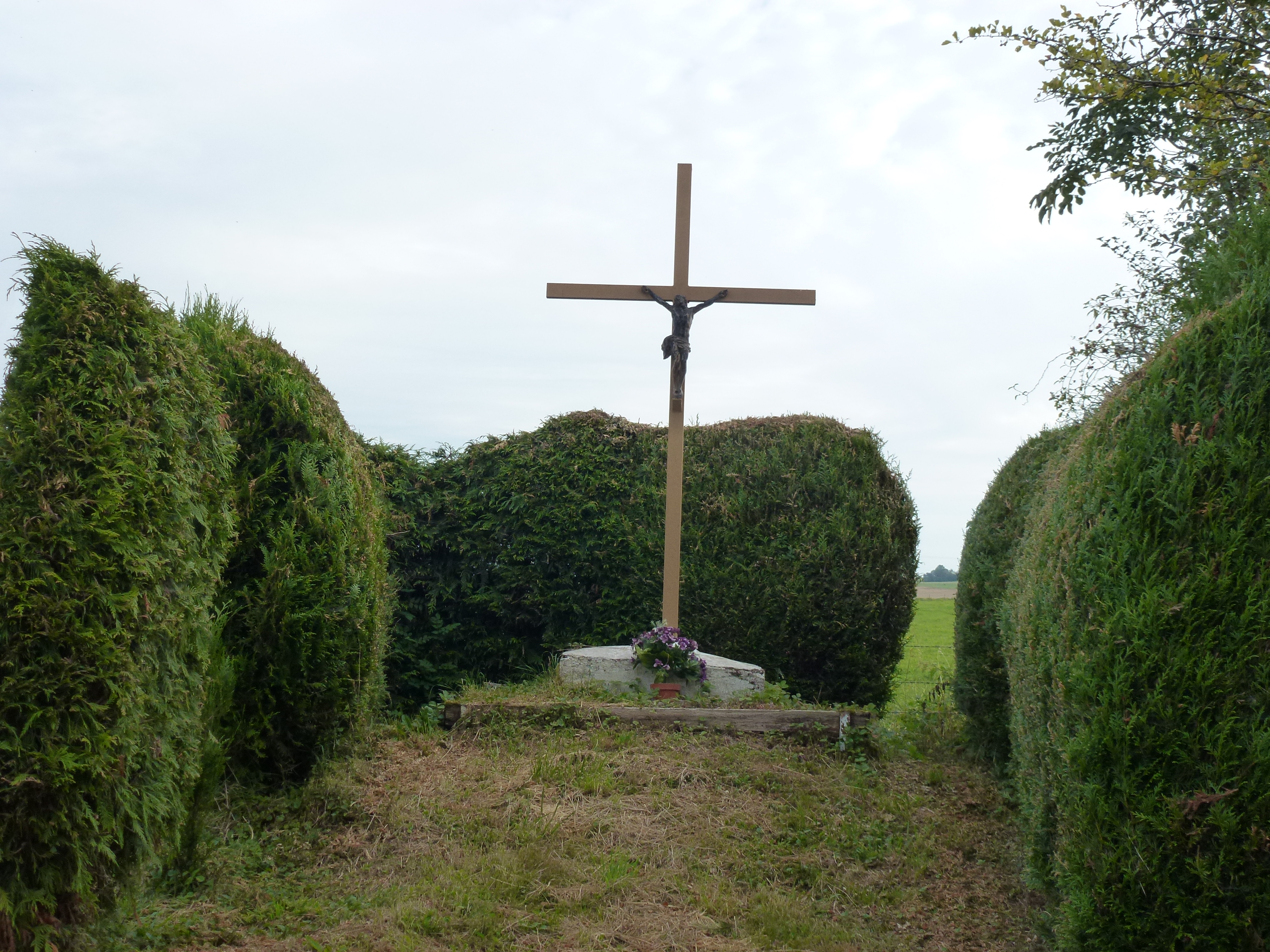
Придорожный крест
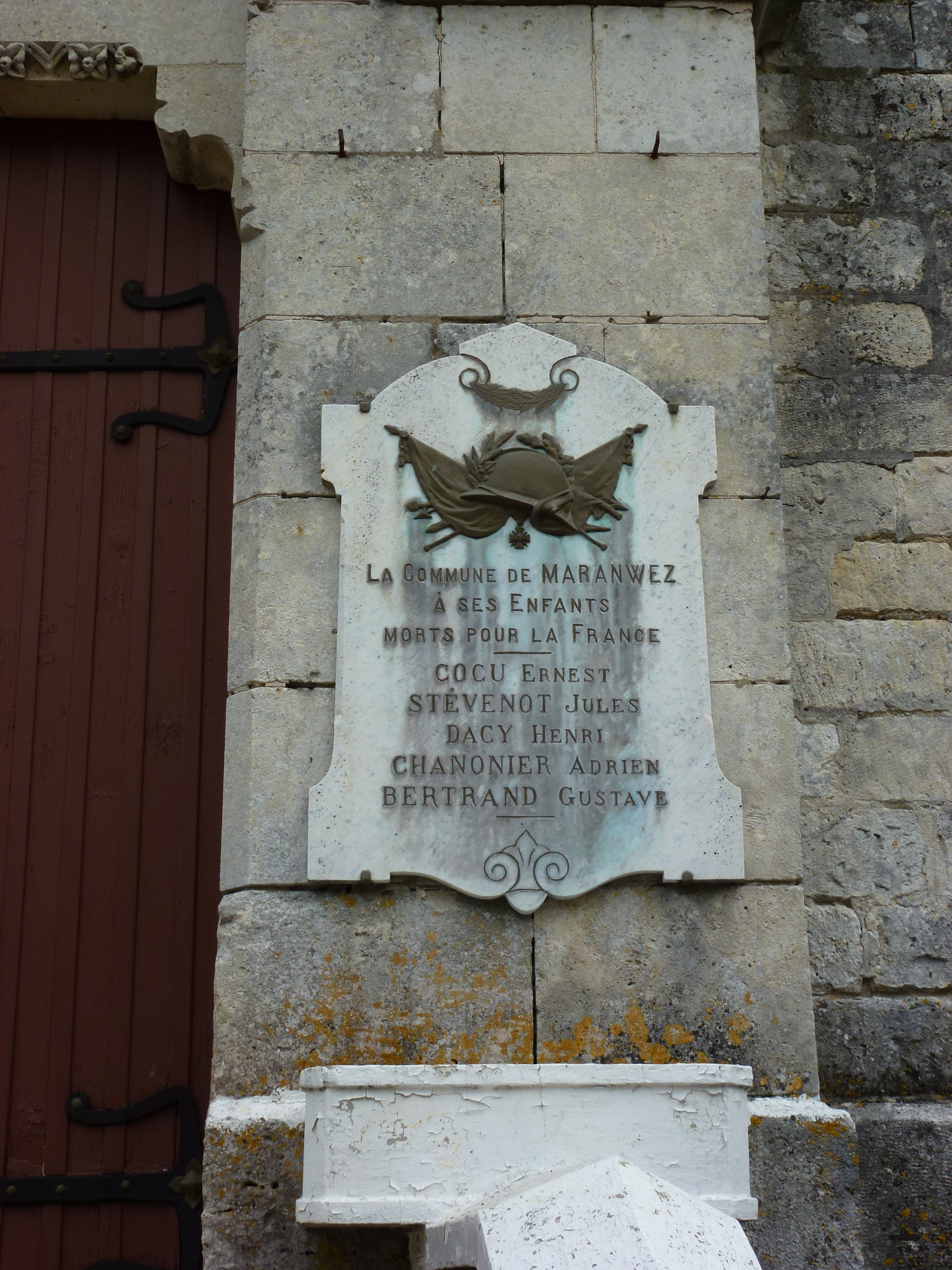
Мемориальная доска в память погибших в Первой мировой войне